# Loepa vandenberghi
Loepa vandenberghi är en fjärilsart som beskrevs av Walter Karl Johann Roepke 1953. Loepa vandenberghi ingår i släktet Loepa och familjen påfågelsspinnare. Inga underarter finns listade i Catalogue of Life.